# Podagrion splendens
Podagrion splendens är en stekelart som beskrevs av Maximilian Spinola 1811. Podagrion splendens ingår i släktet Podagrion och familjen gallglanssteklar. Inga underarter finns listade i Catalogue of Life.